# Cock-Crow
Cock-Crow è un film stereoscopico del 2009 diretto da David Zamagni e Nadia Ranocchi, interpretato da Sara Masotti, Monaldo Moretti, Nicolò Comini, Eleonora Amadori, Francesco Fuzz Brasini, Ciro Salemi.
Prodotto dalla ZAPRUDER filmmakersgroup, dal 39. Festival di Santarcangelo, da Leonardo Monti e Cristina Zamagni con il supporto del Regione Emilia-Romagna e di Xing.

## Trama
In una comune giornata familiare le visioni le immagini mentali di un ragazzino che si ammala di ciò che vede, riportano ad un mondo anteriore.

## Festival
Nel 2009 il film fu presentato come Evento speciale nella sezione Orizzonti alla 66ª Mostra internazionale d'arte cinematografica di Venezia. In seguito il film è stato ospite di Rencontres Internationales Paris/Berlin/Madrid nel 2009 e della 49ª Mostra internazionale del Nuovo Cinema di Pesaro nel 2013.